# 타라 리핀스키
타라 크리스텐 리핀스키(영어: Tara Kristen Lipinski, 1982년 6월 10일 ~ )는 미국의 여자 피겨 스케이팅 선수이다.
처음에 10살부터 롤러 스케이팅을 타다 12살 빙판 위의 피겨 스케이팅 싱글 부문에서 10대 초반부터 재능을 나타내어 주목받기 시작했다. 1996년 미국 선수권에서 3위에 올랐고, 1997년 미국 선수권에서 미셸 콴을 제치고 우승하였다. 이어 세계 선수권에서도 미셸 콴을 제치고 우승하였다. 1998년 미국 선수권에서는 미셸 콴에 이어 2위에 올랐으며, 1998년 동계 올림픽에서는 미셸 콴을 제치고 금메달을 획득했다. 당시 그는 불과 만 15세였으며, 동계 올림픽 사상 최연소 개인종목 금메달리스트로 기록되었다. 그러나 지나치게 어린 선수들의 올림픽 참가에 대한 문제가 제기되어 이후 올림픽 참가 연령 하한선이 상향 조정되었다. 또한 그는 그 시즌을 끝으로 건강상의 문제를 이유로 전격 은퇴하였고 프로 무대로 전향하였다.